# María del Carmen Pérez Díe
María del Carmen Pérez Díe (Madrid, 1953) es una egiptóloga, conservadora e investigadora española. Desde 1980 trabaja en el Museo Arqueológico Nacional como Conservadora Jefa del Departamento de Antigüedades Egipcias y del Oriente Próximo. En 1991 ocupó la dirección del Museo Arqueológico Nacional hasta el año 1997.
Actualmente es miembro de diferentes comités y asociaciones como el Comité International pour L'Egyptologie, la Asociación Española de Egiptología y del Comité Español para el salvamento de Tiro.

## Carrera
Después de especializarse en Egiptología y Museología en El Cairo y París, Pérez Díe continuó con sus estudios universitarios en la Universidad Complutense de Madrid donde obtuvo su Doctorado con Premio Extraordinario en Historia antigua (1990) y cuya tesis fue "Heracleópolis Magna durante el Tercer Período Intermedio" basada en el yacimiento Heracleópolis Magna que ella misma dirige desde 1984.
Su actividad profesional como investigadora cuenta con más de 100 publicaciones sobre Egiptología y Museología así como su ocupación como conferencista en Universidades, Museos y Congresos y realizar comisariados de numerosas exposiciones relacionadas con Egipto, Sudán y Oriente Próximo.

## Reconocimientos
Ha recibido numerosos reconocimientos como el Premio Nacional de la Sociedad Geográfica Española (2009), la Condecoración de la Encomienda de Número de la Orden de Isabel la Católica concedida por el Ministerio de Asuntos Exteriores (2009) y la Medalla de Oro del Supreme Council of Antiquities de Egipto (2010).

## Obras
- Un nuevo vaso egipcio de alabastro en España. Homenaje al prof. Martín Almagro Basch, Vol. 2, 1983, ISBN 84-7483-348-5
- EL túmulo 1 de la necrópolis de "Las Cumbres" (Puerto de Santa María, Cádiz) amb Diego Ruiz Mata. Tartessos: Arqueología protohistórica del bajo Guadalquivir / coord. por María Eugenia Aubet Semmler, 1989, ISBN 84-86329-48-5
- V Congreso Internacional de Egiptología. Sefarad: Revista de Estudios Hebraicos y Sefardíes, ISSN 0037-0894, Año 49, Nº. 1, 1989
- Excavaciones de la misión arqueológica española en Heracleópolis Magna. Archivo español de arqueología, ISSN 0066-6742, Vol. 61, Nº 157-158, 1988
- Ehnasya el Medina (Heracleopolis Magna): yacimiento de la misión arqueológica española. Treballs d'Arqueologia, ISSN-e 1134-9263, Nº. 2, 1992
- Precisiones sobre la existencia en Madrid de una momia egipcia presunta hija de Ramses II. Revista de arqueología, ISSN 0212-0062, Nº 182, 1996
- Arqueología en Egipto y Sudán: el proyecto de investigación de Ehnasya el Medina (Heracléopolis Magna), Egipto. Arbor: Ciencia, pensamiento y cultura, ISSN 0210-1963, Nº 635-636, 1998
- El Proyecto "Heracleópolis Magna": investigación arqueológica y restauración amb María Antonia Moreno CifuentesPatrimonio cultural de España, ISSN 1889-3104, Nº. 2, 2009
- Heracléopolis Magna. Sociedad Geográfica Española, ISSN 1577-3531, Nº 36, 2010,
- Memoria de los trabajos realizados en Heracleópolis Magna (Ehnasa el Medina), Egipto. Informes y Trabajos, Nº. 9, 2012